# ويم دي رويتر
ويم دي رويتر (بالهولندية: Wim de Ruyter)‏ ولد بتاريخ 11 نوفمبر 1918 في ماسلاوس، هولندا، وتوفي في 12 نوفمبر 1995 في لوس أنجلوس، كان دراج هولندي.

## روابط خارجية
- ويم دي رويتر على موقع أرشيف الدراجات (الإنجليزية)
- ويم دي رويتر على موقع إحصائيات الدراجات الإحترافية (الإنجليزية)